# بخش گالیپولیس، شهرستان گالیا، اوهایو
بخش گالیپولیس (به انگلیسی: Gallipolis Township) یک منطقهٔ مسکونی در ایالات متحده آمریکا است که در شهرستان گالیا، اوهایو واقع شده‌است.
 بخش گالیپولیس ۲۷٫۰ کیلومتر مربع مساحت و ۵٬۰۹۷ نفر جمعیت دارد و ۱۷۱ متر بالاتر از سطح دریا واقع شده‌است.